# Tarup Center Station
Tarup Center Station er en letbanestation på Odense Letbane, beliggende ved Tarup Center i Odense-forstaden Tarup. Stationen åbnede sammen med letbanen 28. maj 2022.
Stationen er den nordvestlige endestation for letbanen. Den ligger på den vestlige side af Rismarksvej ved centret, lige nord for krydset med Rugårdsvej. Den består af to spor med en perron imellem med adgang fra fortovet i nordenden og fra fodgængerovergangen ved Rugårdsvej i sydenden. Mellem Rugårdsvej og Saxovej er der et sporkryds, så letbanetogene kan skifte spor, når de ankommer eller afgår. Det ene spor fortsætter desuden et kort stykke efter perronen, så der kan parkeres et letbanetog der.
Stationen betjener Tarup Center, der er et indkøbscenter med 44 butikker. Desuden ligger der flere kvarterer med boligblokke og parcelhuse omkring stationen.